# Ledena kocka
Ledena kocka je višenamjenska dvorana u Sočiju, u Rusiji. Otvorena je 2012. i kapaciteta je oko 3.000 gledatelja.
Za vrijeme Zimskih olimpijskih igara 2014. u njoj će se održati natjecanja u curlingu. Dvorana je montažna i to omogućuje njeno potencijalno prebacivanje na neko drugo mjesto. 